# Rongelap
Rongelap è un atollo dell'Oceano Pacifico.  Appartenente alle isole Ralik è amministrativamente una municipalità delle Isole Marshall. Ha una superficie di 21 km², una laguna di 1.000 km² e 79 abitanti (2011).

## Popolazione
La popolazione, vittima del fall-out radioattivo degli esperimenti nucleari americani del 1957, è stata in gran parte trasferita sull'isola di Ebeye.
| Popolazione |      |      |      |      |      |      |  |  |  |
| Anno        | 1958 | 1967 | 1973 | 1980 | 1988 | 1999 |  |  |  |
| Abitanti    | 264  | 189  | 165  | 235  | 0    | 19   |  |  |  |
|             |      |      |      |      |      |      |  |  |  |